# 景洪希蛛
景洪希蛛（学名：Achaearanea jinghongensis）为球蛛科希蛛属的动物。在中国大陆，分布于云南等地。其种加词“jinghongensis”意为“景洪的”。该物种的模式产地在云南景洪。